# Marius Coste
Marius Coste (n. 30 aprilie 1964

) este un senator român, ales în legislatura 2012-2016. În 2013, Marius Coste a demisionat din PP-DD și s-a înscris la PSD.